# Pietro dell'Aquila (vescovo)
Pietro dell'Aquila (Tornimparte, 1275 circa – Trivento o Agnone, 1361) è stato un vescovo cattolico e teologo italiano.

## Biografia
Nato a Tornimparte intorno al 1275, entrò nell'ordine dei frati minori, trascorrendo il periodo di noviziato all'Aquila. Intorno al 1302/1303 andò a Parigi, dove conseguì il titolo accademico di baccelliere e il dottorato in teologia. Nella capitale francese si avvicinò al tomismo, lesse probabilmente le Sententiae di Pietro Lombardo e seguì lezioni di Duns Scoto; proprio a questi succedette intorno al 1307/1308. Tornato in Italia, la sua presenza è attestata all'Aquila, dove fu professore, a Chieti e a Todi, prima di diventare provinciale dei minori di Tuscia dal 1333/1334 al 1337.
Il 22 gennaio 1344 venne nominato cappellano della regina Giovanna I di Napoli, ma già due mesi dopo era a Firenze come inquisitore a Santa Croce. Nel 1346 fu sottoposto a processo poiché accusato di appropriazione indebita, corruzione, falsificazione di atti e plagio da Pierre Vidal, vicino a papa Clemente V; la situazione a Firenze era tesa, anche per i pessimi rapporti con l'autorità comunale, e Pietro fuggì quindi a Siena e scagliò un interdetto contro Firenze. Ormai obbligato a incarichi di secondo piano, il 12 febbraio 1347 papa Clemente VI lo nominò vescovo di Sant'Angelo dei Lombardi e il 30 maggio 1348 vescovo di Trivento. La sua morte è collocata nel 1361 a Trivento o ad Agnone.
Le sue opere filosofiche furono giudicate poco originali, poiché si basavano principalmente sul pensiero già espresso da Scoto, tanto che Pietro fu soprannominato Scotellus, ma vennero comunque apprezzate dal punto di vista formale. In particolare, fu autore del Commentarium super quatuor libros Sententiarum, del Compendium in libros Sententiarum e della Expositio super libris ethicorum Aristotelis, in cui trattava in maniera critica delle opere di Pietro Lombardo e di Aristotele.